# Hyposoter bombycivorus
Hyposoter bombycivorus är en stekelart som först beskrevs av Cameron 1911.  Hyposoter bombycivorus ingår i släktet Hyposoter och familjen brokparasitsteklar. Inga underarter finns listade i Catalogue of Life.